# Banchus turcator
Banchus turcator är en stekelart som beskrevs av Aubert 1981. Banchus turcator ingår i släktet Banchus och familjen brokparasitsteklar. Inga underarter finns listade.